# Систрум
Систрум е музикален перкусионен инструмент от групата на металните идиофони. Състои се от дръжка и U-образна рамка от бронз или пиринч, широка между 10 и 30 см. Между двете рамена на рамката има напречни тръби, на които са нанизани малки метални гривни или намотки. Когато систрумът се разтърси, те произвеждат звук, който варира от меко звънтене до шумно дрънчене.
Обикновено този инструмент се свързва с древния Египет, където се е считал за свещен и е бил използван за религиозни церемонии и танци, по-конкретно тези посветени на богинята Хатор, чийто лик систрумът наподобявал с U-образната си форма. Богинята на танца, радостта и веселието Бастет също често е изобразявана със систрум в ръка.
Използва се също така при храмовите ритуали и танци и особено при култа към Изида.
Името на инструмента идва от гръцкия глагол σείω, seio, разклащам, и оттам σείστρον, seistron, означава нещо, което бива разклатено.
| Портал | Портал „Африка“ съдържа още много статии, свързани с Африка. Можете да се включите към Уикипроект „Африка“. |